# Draht-Segge
Die Draht-Segge (Carex diandra) ist eine Pflanzenart aus der Gattung der Seggen (Carex) innerhalb der Familie der Sauergrasgewächse (Cyperaceae).

## Beschreibung

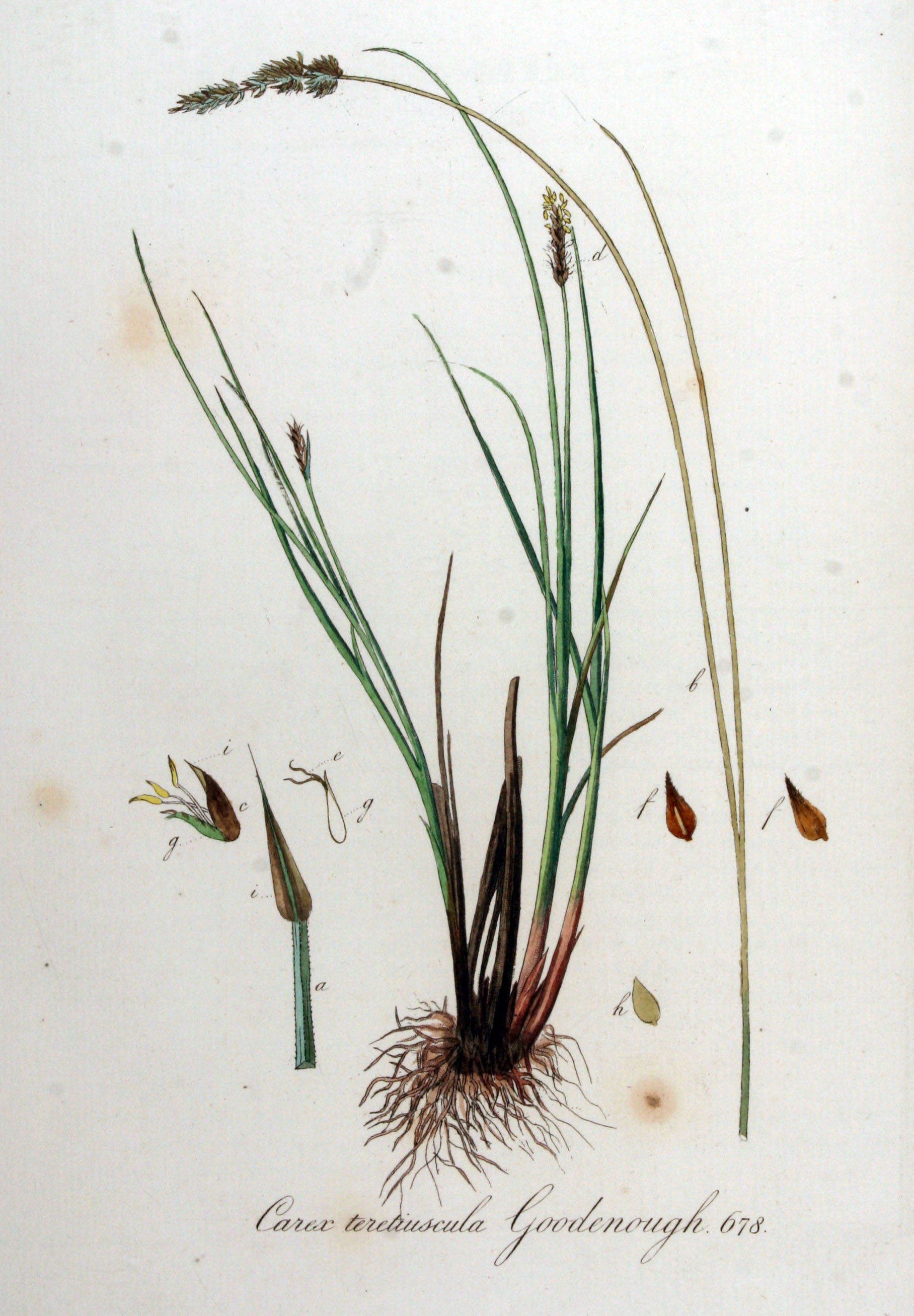
Illustration aus Flora Batava, Volume 9

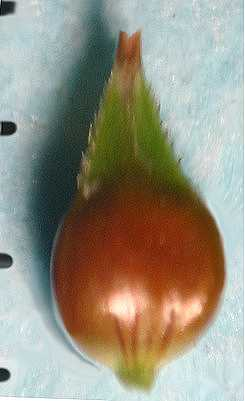
Fruchtschlauch

### Vegetative Merkmale
Die Draht-Segge wächst als ausdauernde krautige Pflanze und erreicht Wuchshöhen von 20 bis 60, selten bis zu 70 Zentimetern. Sie besitzt ein kriechendes, kurzes Rhizom. Ihre aufrecht, dünner Stängel besitzen unten einen fast runden und oben einen dreikantigen Querschnitt; sie sind nur am Grund beblättert. Die grundständigen Blattscheiden sind gelb- oder grau- bis schwarzbraun, schwach glänzend und lösen sich meist nicht in Fasen auf. Die Laubblätter sind bei einer Breite von bis zu 2 Millimetern schmal, rinnig gefaltet und kürzer als der Stängel.

### Generative Merkmale
Die Blütezeit reicht Mai bis Juni. Der dicht gedrängte ährenrispige Blütenstand ist bei einer Länge von 2 bis 3, selten bis zu 4 Zentimetern sowie einem Durchmesser von 0,5 bis 1 Zentimetern mehr oder weniger zylindrisch mit bis 1 Zentimeter langen Verzweigungen und dicht stehenden Ährchen. Die eiförmigen Ährchen enthalten an ihrer Basis weibliche und im oberen Bereich männliche Blüten. Die rot- bis hell-braunen Spelzen sind bei einer Länge von etwa 3 Millimetern sowie einer Breite von 2 Millimetern eiförmig mit spitzem oberen Ende und hellerem Kiel sowie breitem weißem Hautrand. Die dunkel-braunen, stark glänzenden Schläuche weisen keine Nerven auf und sind 2,5 bis 3 Millimeter lang, 1 bis 1,5 Millimeter breit, beiderseits gewölbt und allmählich in den etwas nach innen gebogenen zweizähnigen Schnabel verschmälert.
Die männlichen Blüten besitzen drei Staubblätter und weiblichen Blüten zwei Narben.
Die Frucht ist linsenförmig und hell-braun.
Die Chromosomenzahl beträgt 2n = 60.

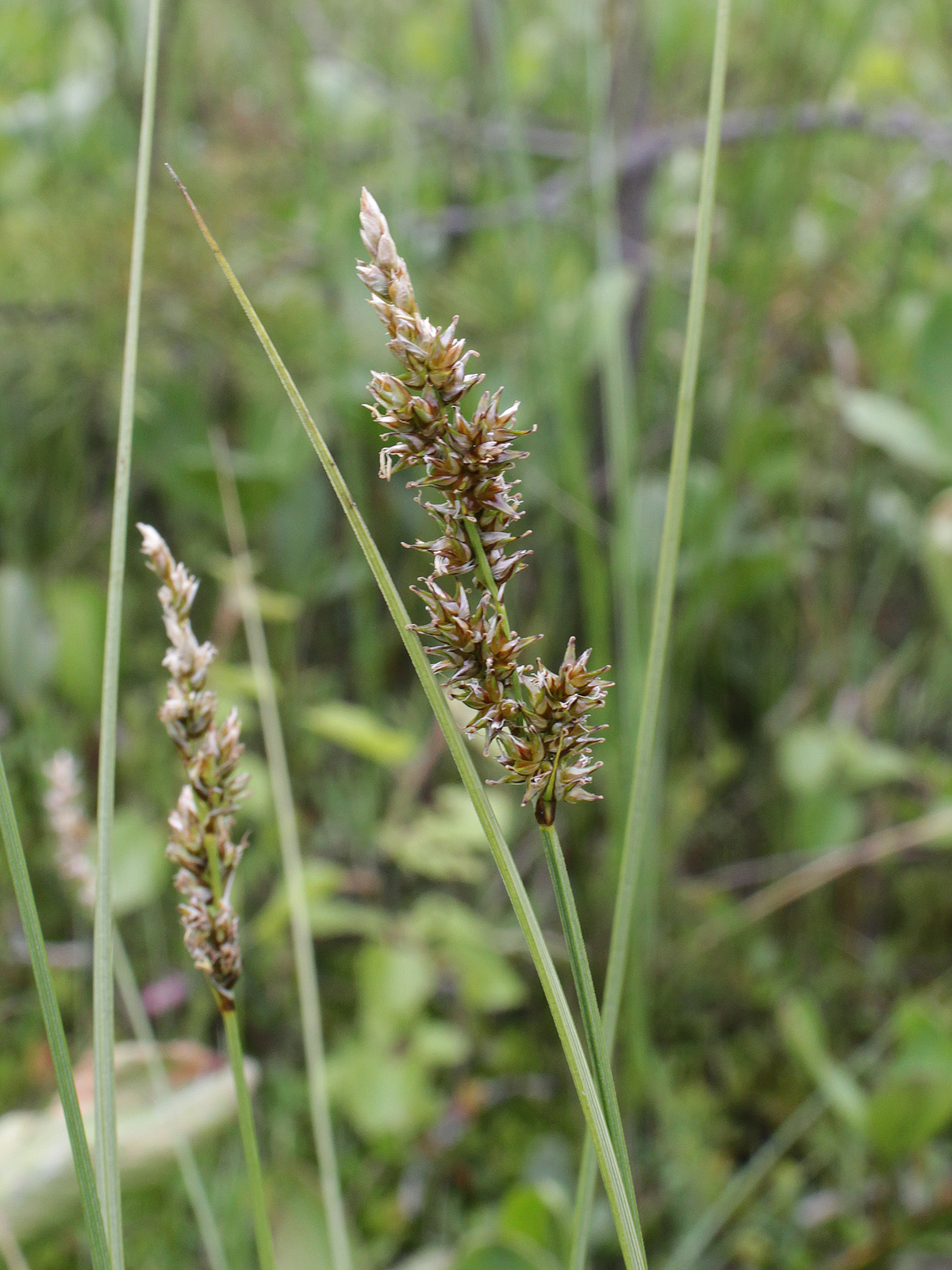
Blütenstände im Habitat

## Vorkommen
Das Verbreitungsgebiet der Draht-Segge reicht von Eurasien bis Nordamerika und Neuseeland. Sie fehlt meist in Südeuropa und in der Arktis, kommt aber auf den Kanarischen Inseln vor. In Europa kommt sie in fast allen Ländern vor und fehlt nur in Portugal, Bosnien-Herzegowina, Moldau, Albanien, Bulgarien, Griechenland, Nordmazedonien und im europäischen Teil der Türkei.
In Deutschland ist die Draht-Segge insgesamt meist selten.
Die Draht-Segge kommt auf nassen, mäßig basenreichen und mäßig sauren Torfschlammböden vor. Sie besiedelt Flachmoore, Erlenbrüche und die Ufer von Waldtümpeln. Sie ist eine Kennart des Caricetum diandrae aus dem Verband Eriophorion gracilis. Sie ist eine Art des Tieflandes und steigt in den Alpen nur bis auf Höhenlagen von 1900 Meter. In den Allgäuer Alpen steigt sie am Kalbelesee beim Hochtannbergpass in Vorarlberg bis in eine Höhenlage von 1660 Meter auf. In den Alpen steigt sie vereinzelt bis 1900 Meter auf.
Die ökologischen Zeigerwerte nach Landolt et al. 2010 sind in der Schweiz: Feuchtezahl F = 4+w+ (nass aber stark wechselnd), Lichtzahl L = 4 (hell), Reaktionszahl R = 2 (sauer), Temperaturzahl T = 3+ (unter-montan bis ober-kollin), Nährstoffzahl N = 2 (nährstoffarm), Kontinentalitätszahl K = 3 (subozeanisch bis subkontinental).

## Gefährdung
In Deutschland ist die Art nach FloraWeb „stark gefährdet“. In der Schweiz gilt sie als „verletzlich“.

## Taxonomie
Die Erstveröffentlichung von Carex diandra erfolgte 1781 durch Franz von Paula Schrank in Eine Centurie Botanischer Anmerkungen zu des Ritters von Linne Species Plantarum, S. 57 – Vorveröffentlichung von Acta Academiae Electoralis Moguntinae Scientiarum Utilium quae Erfurti Est., 1782 (49) -. Ein Homonym ist Carex diandra Roth (in Tentamen Florae Germanicae, Band 2 (2), 1793, S. 437). Synonyme für Carex diandra Schrank sind: Carex paniculata var. diandra (Schrank) Fiori, Vignea diandra (Schrank) Soják, Carex bernardina Parish, Carex diandra var. ampla (L.H.Bailey) Kük., Carex diandra var. ramosa (Boott) Fernald, Carex ehrhartiana Hoppe ex Boott, Carex fulva Thuill. nom. illeg., Carex paniculata var. minor Retz., Carex paniculata var. teretiuscula (Gooden.) Wahlenb., Carex paradoxa var. pseudoparadoxa (S.Gibson) Nyman, Carex paradoxa subsp. pseudoparadoxa (S.Gibson) K.Richt., Carex paradoxa subsp. teretiuscula (Gooden.) Wahlenb., Carex pseudoparadoxa RS.Gibson, Carex teretiuscula Gooden., Carex teretiuscula var. ampla L.H.Bailey, Carex teretiuscula var. crassior Hartm., Carex teretiuscula var. ehrhartiana (Hoppe ex Boott) Nyman, Carex teretiuscula var. major W.D.J.Koch, Carex teretiuscula var. nana Gaudin, Carex teretiuscula var. tenella C.L.Beckm., Caricina teretiuscula (Gooden.) St.-Lag., Physiglochis teretiuscula (Gooden.) Raf., Vignea teretiuscula (Gooden.) Rchb. Das Artepitheton diandra, welches „mit zwei Staubblättern“ bedeutet, trägt sie zu Unrecht, weil sie drei Staubblätter besitzt; ein einmal gegebener wissenschaftlicher Name kann aber nicht mehr geändert werden, auch wenn er „unrichtig“ ist.